# Estação Aeroporto de Congonhas
A Estação Aeroporto de Congonhas, antiga Estação Congonhas, será uma estação de monotrilho da Linha 17–Ouro do Metrô de São Paulo, que atualmente encontra-se em construção, e deverá ligar a estação Morumbi da Linha 9–Esmeralda até o aeroporto nesta estação, no distrito do Campo Belo.
A Estação Aeroporto de Congonhas ficará localizada em uma confluência entre a Avenida Washington Luís com a Rua Rafael Lório, no bairro da Vila Congonhas, no distrito do Campo Belo, na Zona Centro-Sul de São Paulo. A estação contará com um túnel subterrâneo por baixo da Avenida Washington Luís, que a ligará diretamente com o saguão inferior do terminal do Aeroporto de Congonhas, localizado do outro lado da avenida.

## Histórico
Inicialmente nos planos de expansão do metrô de São Paulo, a Linha 17–Ouro deveria ficar pronta até 2014, interligando-se à Estação São Paulo–Morumbi da Linha 4–Amarela, na época em que o Estádio Cícero Pompeu de Toledo era cogitado como umas das sedes para os jogos da Copa do Mundo de 2014.
Posteriormente, a promessa de entrega da linha foi postergada para 2016, final de 2017, 2018, dezembro de 2019, final de 2020, 2021, 2022, 2º semestre de 2024 e, agora somente para 2026.

## Características
| Sigla | Estação   | Inauguração | Capacidade     | Integração                                                                   | Plataformas | Posição | Notas         |
| ----- | --------- | ----------- | -------------- | ---------------------------------------------------------------------------- | ----------- | ------- | ------------- |
| CGN   | Congonhas | 2026        | Não confirmada | Bilhete Único da SPTrans Bilhete Ônibus Metropolitano Aeroporto de Congonhas | Central     | Elevada | Em construção |

## Diagrama da estação
|  | ↓ a ↓ |

| 1 |

|  | ↕ b ↕ |

|  | ↓ a ↓ |

| 1 |

|  | ↕ b ↕ |

|  | ↓ a ↓ |

| 1 |

|  | ↕ b ↕ |

|  | ↓ a ↓ |

| 1 |

|  | ↕ b ↕ |